# 一角獣の殺人
『一角獣の殺人』（いっかくじゅうのさつじん、原題：The Unicorn Murders）は、アメリカの推理作家カーター・ディクスン（ジョン・ディクスン・カーの別名義）が1935年に発表した推理小説。ヘンリー・メリヴェール卿ものの長編第4作目にあたる。

## あらすじ
パリで休暇を楽しむ元英国情報部員のケンウッド・ブレイク（通称ケン）は、カフェテラスの店先でかつての同僚、イヴリン・チェインに声をかけられ、その場の成り行きで彼女とそこで待ち合わせた情報部員のフリをしてしまう。イヴリンの任務は「一角獣」と呼ばれる秘宝の警護で、それをつけ狙うフランス中を騒がす怪盗フラマンドとパリ警視庁の主任警部ガスケの対決が話題となっていた。そして、ロアール河畔の古城「島の城」でフラマンドの逮捕を宣言した謎の男が、目撃者の前で突然頭を手で押さえながら階段から転げ落ち、その死体の額には一角獣（ユニコーン）の角で突かれたような大きな穴が開いていた。こうして希代の怪盗、パリ警視庁の覆面探偵、ヘンリー・メリヴェール卿が三つどもえの知恵比べを展開する中、ケンに殺人容疑と怪盗の嫌疑がかけられてしまう。

## 主な登場人物
ケンウッド・ブレイク
通称ケン。元英国情報部員。本作の語り手。
イヴリン・チェイン
英国情報部員。
ガストン・ガスケ
パリ警視庁の主任警部。
フラマンド
正体不明の怪盗。
ジョージ・ラムズデン卿
「私服」の英国外交官。
ギルバート・ドラモンド
マルセイユで死んだ男。遺体に一角獣の角に突かれたような傷があった。
ハーヴェイ・ドラモンド
ギルバートの弟。英国情報部員。ブレイクを目の敵にする。
アーネスト・ヘイワード
アメリカ人の弁護士。
オーエン・ミドルトン
若いアメリカ人。推理作家。
エルザ
ミドルトン夫人。前夫はダンドリュー伯爵。
カービー・ファウラー
イギリスの新聞記者。恰幅の良い押し出しのいい男。
エドゥアール・エベール
マルセイユの警察医。洒落たエナメルの長靴を履いた気取った人物。
ダンドリュー伯爵
「島の城」の城主。謎の男。
オーギュスト
城の家令。実は部長刑事。
ヘンリー・メリヴェール卿
通称H・M。英国情報部の部長。

## 提示される謎
- フラマンドは一体、誰に化けているのか。

## 作品の評価
江戸川乱歩は「カー問答」（『別冊宝石』、カア傑作集、1950年） の中で、カーの作品を第1位のグループから最もつまらない第4位のグループまで評価分けし、本作を第3位のグループ10作品の3番目に挙げた。第3位全般の評価として、カーの作品として中流でそれぞれとびきりの不可能性とサスペンスがあるが、解決がそれに比して何となくあっけないという不満があると記している。本作については、三人一役や一人二役が二重三重にこんぐらがって奇々怪々を極め、殺人方法が一角獣の角で刺されたような傷を残すという不気味なもので、トリックもなかなか考えた奇術が使われ、カー趣味を遺憾なく発揮したもので、あくどすぎるところもあるが、それだけにカーの体臭を存分に味わうこともできると評している。

## 補足
- 作品の冒頭で、ケンウッド・ブレイクとイヴリン・チェインが出会った際、「一角獣」にちなんで「ライオンと一角獣」の唄が合い言葉として用いられている。
- 創元推理文庫版『一角獣の殺人』（2009年）の巻末解説（山口雅也著「カーが書いた混沌のマザーグース・ミステリ」）では、この唄はマザーグースの童謡であると記されているが、厳密には引用されている歌詞はマザーグースをアレンジしたルイス・キャロル著『鏡の国のアリス』からの引用である[3]。

## 他作品との関連
ケンウッド・ブレイクはH・M卿登場第1作の『プレーグ・コートの殺人』以来の登場で、次作『パンチとジュディ』や『ユダの窓』にもイヴリン・チェインと揃って登場する。